# Радванцы
Радванцы (укр. Радванці) — село в Радеховской городской общине Шептицкого района Львовской области Украины.
Население по переписи 2001 года составляло 449 человек. Занимает площадь 1,085 км². Почтовый индекс — 80271. Телефонный код — 3255.